# An-Nasirijja Faukani
An-Nasirijja Faukani (arab. الناصرية فوقاني) – miejscowość w Syrii, w muhafazie Aleppo. W 2004 roku liczyła 9271 mieszkańców. Jest to rozległa wieś złożona z wielu przysiółków rozsianych po okolicy.